# عبد الكريم العائدي
عبد الكريم العائدي (1909- 1970 م)، رجل دولة سوري تسلّم قيادة الشرطة السورية في عهد الرئيس شكري القوتلي قبل تعيينه محافظاً في مدينة حماة ثم دير الزور. وهو أحد مؤسسي عصبة العمل القومي في سورية ومن رجالات الحركة الوطنية المناهضة للاحتلال الفرنسي.

## البداية
ولِد عبد الكريم العائدي في حي الشاغور بدمشق ودرس في مدرسة الكلية العلمية الوطنية التي أدارها شقيقه أحمد منيف العائدي في سوق البزورية. وعندما انشق شقيقه الضابط شوكت العائدي عن الجيش العثماني عام 1917، نُفيت الأُسرة إلى أقصى الحدود التركية الرومانية، عقاباً على انضمام أحد أفرادها إلى صفوف الثورة العربية الكبرى. عاشت عائلة العائدي في المنفى حتى نهاية الحرب العالمية الأولى، وعادت بعدها إلى دمشق، ليلتحق عبد الكريم العائدي بجامعة دمشق ويتخرج فيها حاملاً شهادة في طب الأسنان سنة 1929.

## العمل السياسي
انضم العائدي في مطلع شبابه إلى الكتلة الوطنية الرامية إلى تحرير البلاد من حكم الانتداب الفرنسي، وتعرض للملاحقة من قبل السلطات الفرنسية بسبب نشاطه الوطني مما أجبره على اللجوء إلى الحجاز، حيث فتح عيادة طبية للأسنان. وعندما سُمح له بالعودة إلى دمشق، عمل في التدريس وكان مديراً لمدرسة عائلته، الكلية العلمية الوطنية. وفي عام 1932، شارك في تأسيس عصبة العمل القومي في قرية قرنائل بجبل لبنان مع عدد من الوطنيين السوريين أمثال عبد الرزاق الدندشي وزكي الأرسوزي وقسطنطين زريق. كُلّف بتأسيس مطبوعة عصبة العمل القومي التي حملت اسم «جريدة العمل القومي» وأصبح رئيساً لتحريرها ولكنها تعرضت للإغلاق من قبل سلطة الانتداب. هرب العائدي مجدداً إلى بغداد وحلّ ضيفاً على الحكومة العراقية حتى عام 1940. وعند انتخاب شكري القوتلي رئيساً للجمهورية في صيف عام 1943، عاد إلى سورية وعُيّن قائم مقام على بلدة دوما في ريف دمشق ثم رئيساً للشرطة السورية وقائداً للدرك في نيسان 1946. وفي عهد الاستقلال عينه الرئيس القوتلي محافظاً على مدينة حماة في وسط البلاد. حافظ عبد الكريم العائدي على منصبه حتى آذار 1949، عندما رفض الاعتراف بانقلاب حسني الزعيم، معلناً تمسكه بالرئيس شكري القوتلي والحكومة المنتخبة في سورية. أمر حسني الزعيم باعتقاله وزجّه في سجن المزة العسكري.
وبعد سقوط عهد حسني الزعيم في منتصف شهر آب 1949، عُيّن عبد الكريم العائدي مديراً على مكتب العشائر السورية ومن ثمّ محافظاً على مدينة دير الزور عام 1951، بتكليف من الرئيس هاشم الأتاسي. وبعدها أصبح ممثل سورية إلى مكتب مقاطعة إسرائيل التابع لجامعة الدول العربية، حيث عمل حتى قيام الوحدة مع مصر سنة 1958.